# 王彝 (建文進士)
王彝（1370年—？），字秉彝，直隸安慶府懷寧縣人，民籍，明朝政治人物。進士出身。

## 生平
縣學生，應天府鄉試第一百七十三名。建文二年（1400年）庚辰科會試第四十二名，殿試登進士三甲。

## 家族
曾祖父王均稅、祖父王谷英，父亲王仕亨。